# Luiz Bittencourt
Luiz José Bittencourt (Goiânia, 28 de junio de 1956) es un ingeniero y político brasileño.

## Perfil biográfico
Ingeniero, estudió en la Escuela de Ingeniería (EECA Archivado el 15 de agosto de 2016 en Wayback Machine.) de la Universidad Federal de Goiás, Goiânia, en 1978. Hijo de José Luís Bittencourt (vicegobernador y diputado provincial) y Veneranda Cabral Bittencourt. Casado con Suzana Maria Camilo de Lima Bittencourt, hijos, Lígia, Elisa, Pedro, Humberto y Luiz José Bittencourt Hijo.

## Vida política y parlamentaria
Diputado provincial, suplente del PDC, 12.ª Legislatura, 1991-1995. Tomó posesión el 13 de enero de 1993, permaneciendo en el cargo hasta el 31 de diciembre de 1994. Candidato a alcalde de Goiânia en 1992 por el PMDB, no siendo elegido. Diputado provincial, PMDB, 13.ª Legislatura, 1995-1998. Presidente de la Asamblea Legislativa, 1995-1996. Candidato a alcalde de Goiânia por el PMDB, en 1996, disputó, en el 2.º turno, con Nion Albernaz. Diputado federal, PMDB, 1999-2003.Diputado federal, PMDB, 2003-2007. Diputado federal, PMDB, 2007-2011. En 2016, precandidato al Ayuntamiento de Goiânia por el PTB, pero desistió para apoyar la candidatura del diputado provincial Francisco Júnior, por el PSD.

## Otras Informaciones
Ingeniero de las Centrales Eléctricas de Goiás, CELG.Ingeniero del Banco de Desarrollo de Goiás.Profesor de la Universidad Católica de Goiás.Socio-Propietario de la firma Cantaclaro y Bittencourt Ltda.
En la Presidencia de la Asamblea realizó grandes cambios en su estructura física y administrativa, iniciando, inclusive, el proceso de informatización de la Asamblea.
Presidente del Consejo Regional de Ingeniería, Arquitectura y Agronomía, CREA, Goiás y Tocantins, 1988-1990.

## Libros publicados
Luiz Bittencourt, como diputado provincial y federal, publicó varios libros, conteniendo pronunciamentos y charlas proferidas en el ejercicio de sus mandatos. El principal de ellos fue Real - Lo Otro Lado de la Moneda, en que evalúa el Plan Real, editado por el entonces presidente Fernando Henrique Cardoso, para estabilizar la economía brasileña.

### Otras publicaciones
- 1979. Fossas sépticas e sumidouros: dimensionamento e construção. Goiânia: UCG/ETFG, 1979.

- 1983. Instalações prediais hidráulico-sanitárias: dimensionamento prático. Goiânia : UCG/ETFG, 1983.